# Aeroporti in Azerbaigian
La seguente è una lista di aeroporti in Azerbaigian, in grassetto gli aeroporti con voli di linea:
| Nome                                                                    | Città                | ICAO | IATA | Coordinate            |
| Aeroporti civili                                                        |                      |      |      |                       |
| Aeroporto di Akstafa                                                    | Ağstafa              | UBBA |      | 41°07′24″N 45°25′17″E |
| Aeroporto di Baku-Heydər Əliyev                                         | Baku                 | UBBB | GYD  | 40°28′03″N 50°02′48″E |
| Aeroporto di Balaken                                                    | Balakən              | UB0G |      | 41°45′12″N 46°21′19″E |
| Aeroporto di Ganja                                                      | Gəncə                | UBBG | KVD  | 40°44′15″N 46°19′03″E |
| Aeroporto di Lenkoran                                                   | Lənkəran             | UBBL | LLK  | 38°44′47″N 48°49′04″E |
| Aeroporto di Nakhichevan (civile / militare)                            | Naxçıvan             | UBBN | NAJ  | 39°11′19″N 45°27′30″E |
| Aeroporto di Step'anakert (civile / militare) (Repubblica dell'Artsakh) | Step'anakert         | UB13 |      | 39°54′05″N 46°47′13″E |
| Aeroporto di Yevlakh                                                    | Yevlax               | UBEE | YLV  | 40°37′57″N 47°08′28″E |
| Aeroporti militari                                                      |                      |      |      |                       |
| Aeroporto militare di Baku Kala                                         | Baku / Qala          |      |      | 40°24′23″N 50°12′00″E |
| Aeroporto militare di Dollyar                                           | Dəllər / Zəyəm       |      |      | 40°53′15″N 45°57′25″E |
| Aeroporto militare di Kyurdamir                                         | Kürdəmir             |      |      | 40°16′24″N 48°09′48″E |
| Aeroporto militare di Nasosnaya                                         | Nasosnaya / Sumqayıt |      |      | 40°35′29″N 49°33′26″E |